# لافاييت جيلكريست
لافاييت جيلكريست (بالإنجليزية: Lafayette Gilchrist)‏ هو عازف جاز وعازف بيانو أمريكي، ولد في 3 أغسطس 1967 في واشنطن العاصمة في الولايات المتحدة.

## وصلات خارجية
- لافاييت جيلكريست على موقع ميوزك برينز (الإنجليزية)
- لافاييت جيلكريست على موقع أول ميوزيك (الإنجليزية)
- لافاييت جيلكريست على موقع ديسكوغز (الإنجليزية)